# Западня для утки
«Западня для утки» (чеш. Past na kachnu) — чехословацкий детектив 1978 года режиссёра Карела Коваржа.

## Сюжет
Поздним вечером из-за неработающего сигнала дорожная инспекция останавливает такси. Водитель ведёт себя подозрительно. При досмотре в багажнике обнаружен труп, а при себе таксист имеет крупную сумму денег, которую он, по его словам, взял, чтобы ночью положить в Сберкассу. Устанавливается, что водитель — рецидивист с пятью судимостями, а труп в багажнике — туриста, гражданина Австрии. Расследованием убийства занимаются сотрудники Общественной безопасности майор Млинарж и его помощники, лейтенант Мюклингер и прапорщик Пекка. Они выясняют, что таксист регулярно возил туристов, интересующихся азартными играми, в подпольный игорный притон…

## В ролях
- Милан Сандхаус — майор Миллер
- Иржи Кодет — лейтенант Мюклингер
- Иван Выскочил — прапорщик Пекка
- Мирослав Мачачек — таксист Карел Коукал
- Яна Андресикова — официантка Рената Завеска
- Франтишек Немец — доктор Миллер, отец майора Миллера
- Петр Чепек — садовник Ладан Рихтер
- Бронислав Полочек — садовник Иво Рихтер
- Иржи Немечек — шеф Йонас
- Иржи Загайский — таксист Франтишек Квех
- Ян Теплы — таксист Ярослав Писецкий
- Йозеф Шебек — криминалист Штадлер
- Антонин Бртоун — инженер Кулич
- Иржина Крейчикова — секретарша Иржина Мотейлова
- Марта Элефтериаду — певица в телестудии, камео
- Иржи Адамец — режиссёр телевидения, камео
- Милада Ежкова — барменша Рихтерова
- Карел Говорка — официант
- Ярослав Кохак — картёжник Тони Ветвичка
- Ярослав Мареш — картёжник
- Милослав Штибих — картёжник
- Ярослав Томса — картёжник, внедрённый сотрудник ОБ

## Фестивали и награды
- 1979 — 17-й фестиваль чешских и словацких фильмов в Градец Кралове — приз за операторскую работу, почётный диплом за режиссуру.